# Kožni ognojek
Kožni ognojek (ali kožni absces) je okužba kože, za katero je značilen omejen skupek gnoja, ki se lahko pojavi na katerikoli površini kože. Kaže se kot boleča, občutljiva, čvrsta ali mehkejša oteklina. V nekaterih primerih prihaja tudi do zatečenih ampak nebolečih mehkejših oteklin. Na vrhu otekline pa lahko nastane manjši mehur, ki vsebuje še nekaj gnoja.

## Etiologija
Bakterije, ki povzročajo ognojke, so po navadi del normalne kožne flore. Pogosti povzročitelji okužbe na trupu, okončinah, pazduhi, glavi in vratu so Staphylococcus aureus in streptokoki. V zadnjem času postaja pogostejši vzrok proti meticilinu odporen S. aureus (MRSA).
Ognojki v območju presredka (npr. dimlje, vagina, zadnjici, okrog rektuma) vsebujejo bakterije, ki jih normalno najdemo v blatu.
Karbunkli in furunkli so posebne vrste ognojki, ki nastanejo v lasnih mešičkih.
Kožni ognojki pogosteje nastajajo pri tistih ljudeh, pri katerih se bakterije preveč razmnožujejo, po poškodbah (predvsem, če je v telesu prisoten nek tuj material), pri imunsko oslabljenih ali pri tistih z oslabljenim delovanjem srca in žil..

## Simptomi in znaki
Kožni ognojki so boleči, občutljivi na dotik, trdi in včasih rdečkasti. So različno veliki, po navadi med 1 in 3 cm, lahko pa so tudi veliko večji. Najprej je oteklina čvrsta, kasneje pa se zaradi večanja ognojka koža nad njim stanjša in takrat lahko čutimo valovanje vsebine (flukuacija). Na tej točki se lahko ognojek sam od sebe odpre in vsebina se iztoči. Poleg omenjenega so lahko prisotni tudi celulitis, vnetje limfnih žil (limfangitis), povečane regionalne bezgavke (limfadenitis), povišana telesna temperatura (vročina) in povišano število levkocitov v krvi (levkocitoza).
V veliko primerih nastane kožni abces oziroma ognojek v predelu trtice oziroma natančneje med obema ritnicama. To je za človeka zelo moteče, saj ga ovira pri sedenju.

## Diagnoza
Diagnoza je po navadi očitna že s pregledom. Barvanje vzorcev tkiva po Gramu in izolacija povzročitelja na kulturah se priporoča predvsem z namenom odkriti MRSO.
Stanja, ki spominjajo na kožni ognojek so hidradenitis suppurativa, in počena epidermalna cista. Epidermalna cista se sicer redko okuži, če pa poči, se v kožo sprosti keratin, ki povzroči vnetje, ki je na pogled včasih zelo podobno okužbi. V teh počenih cistah s kulturami redko dokažemo bakterije. Ognojki v področju presredka so lahko nujno stanje, če je njihov vzrok globlje ležeči ognojek v bližini rektuma ali če je prišlo do nastanka nenormalnega kanala (fistule) pri Crohnovi bolezni. Ti dve zadnji stanji po navadi prepoznamo na podlagi podatkov o preteklih boleznih in s pomočjo rektalnega pregleda.

## Zdravljenje
Nekateri manjši ognojki se pozdravijo sami od sebe; se odprejo in njihova vsebina se izlije ven. Topli obkladki pospešijo ta proces. Kirurška zareza (incizija) in odvajanje vsebine ognojka (drenaža) je potrebna, kadar ognojek zelo boli, je občutljiv in je oteklina velika. Kirurška oskrba se izvaja pod lokalno anastezijo, če pa so bolečine zelo hude, pa lahko tudi pod splošno anastezijo.
Antibiotiki so po navadi nepotrebni, razen, če ima bolnik znake sistemske okužbe, celulitis, več ognojkov, je ognojek na obrazu ali če je bolnik imunsko oslabljen. V teh primerih se zdravi najprej izkustveno (empirično) z antibiotiki, ki delujejo tudi proti MRSI. Nadaljnjo zdravljenje pa je potem odvisno od rezultatov mikrobioloških preiskav, kjer s pomočjo gojenja kultur dokažejo povzročitelja in občutljivost na antibiotike.
Operacija kožnega abcesa oziroma ognojka ponavadi traja od 20 minut pa do 40 minut. Pred operacijo je potrebno del okoli ognojka očistiti in razkužiti. Kirurg največkrat najprej skuša odstraniti gnoj ročno, šele nato zareže. Ko se zareže s skalpelom po kožnemu abcesu, priteže ven obilo zelenega gnoja. Po končani operaciji se še približno 2 dni čuti bolečine, a manjše kot pred operacijo. Normalno bolečine izginejo po 1 dnevu. Po operaciji kirurg pomaga z jodovim obkladkom.